# Schneckenlohe
Schneckenlohe è un comune tedesco di 1 157 abitanti, situato nel land della Baviera.

## Amministrazione

### Gemellaggi
Schneckenlohe è gemellata con:
 Borghetto di Vara, dal 1993